# Agrostis eremophila
Agrostis eremophila é uma espécie de gramínea do gênero Agrostis, pertencente à família Poaceae.